# Čudo u Ludbregu
Čudo u Ludbregu je hrvatski dokumentarno-igrani film scenaristice i redateljice Nade Prkačin iz 2011. godine. Snimljen je na 600. obljetnicu čuda u Ludbregu.
U filmu se govori o euharistijskom čudu pretvorbe vina u krv koje se prema predaji dogodilo 1411. u kapelici obitelji Batthyany. Svećeniku je za vrijeme bogoslužja iz hostije potekla krv. Krv je spremio u posudicu. Na samrti ju je predao na čuvanje svojoj subraći svećenicima. Glas o čudu se prenio krajem. Po predaji se od tada u Ludbregu događaju čudesna ozdravljenja. Sugovornici u filmu vode kroz povijest svetišta. Prizori sa sugovornicima dopunjeni su igranim prizorima.
Redateljica, scenaristica i urednica emisije je Nada Prkačin. Snimatelj je Damjan Petrović. Montažer je Damir Đurčević. Tonski snimatelj je Željko Čabraja. Rasvjetljivač Mario Vučković. Autor glazbe je Emilio Kutleša. Tekst čitao Tomislav Baran. Sinkronizacija Krešimir Šušljek. Kostimografkinja Vesna Šipušić Buljan. Kostimerka Anita Jurak. Za šminku je bila zadužena Zvjezdana Mikulić. Vizualni efekti Iva Blašković. Asistentica Renata Tijanić. Arhivistica pretraživačica Zrinka Domes. Producent emisije Anto Jurić. Producent Dokumentarnog programa HTV Miroslav Rezić, urednik Dokumentarnog programa HRT Ninoslav Lovčević. Odg. urednica odjela Obrazovni program Sanja Ivančin. V.d.urednik odjela Obrazovnog programa HRT-a Mario Raguž. Proizvodnja HTV 2011. godine.